# اتحادیه عمومی
اتحادیه عمومی یک اتحادیه کارگری است که نماینده کارگران همه صنایع و شرکت‌ها را در بر می‌گیرد، و خاص یک سازمان یا یک اتحادیه صنایع دستی یا اتحادیه‌های صنعتی نمی‌شود. یک اتحادیه عمومی با یک فدراسیون اتحادیه یا شورای صنفی تفاوت دارد زیرا اعضای آن افراد هستند نه اتحادیه‌ها. ایجاد اتحادیه‌های عمومی، از اوایل قرن نوزدهم در بریتانیا و کمی بعد در جاهای دیگر، تقریباً همزمان با شروع تلاش‌ها برای تشکیل اتحادیه کارگران در صنایع جدید، به‌ویژه صنایعی که اشتغال در آنها نامنظم بود، رخ داد.
طرفداران اتحادیه‌های عمومی ادعا می‌کنند که طیف گسترده‌تر اعضای آنها فرصت‌های بیشتری را برای اقدامات همبستگی و هماهنگی بهتر در اعتصابات عمومی و موارد مشابه فراهم می‌کند. مخالفان ادعا می‌کنند که مسئولیت گسترده‌تر به این معنی است که آنها تمایل دارند بوروکراسی بیشتری داشته باشند و کمتر به رویدادهای یک صنعت پاسخ دهند.
در بریتانیا، اتحادیه‌های عمومی شامل جی ام بی و حمل و نقل و اتحادیه کارگران عمومی است. یک نمونه خوب از اتحادیه عمومی در استرالیا، اتحادیه کارگران استرالیا می‌باشد.